# Мала Купріянівка
Мала Купріянівка — село в Україні, у Матвіївській сільській громаді Запорізького району Запорізької області. До 2020 року орган місцевого самоврядування — Купріянівська сільська рада. Населення станом на 1 січня 2007 року складало 57 осіб.

## Географія
Село Мала Купріянівка розташоване за 38 км від обласного центру та 13 км від міста Вільнянськ, на правому березі річки Мокра Московка, нижче за течією примикає село Купріянівка, на протилежному березі — село Троянди. На річці Мокра Московка є декілька загат. Найближча залізнична станція — Вільнянськ (за 13 км). Площа села — 19,3 га, кількість домогосподарств — 22.

## Історія
Село засноване приблизно на початку ХХ століття. Утворилося з двох хуторів — Андріївського та Риківського. Пізніше хутори стали вважатися одним селом, що отримало назву Кіровське.
Під час радянської окупації в селі (хуторах) відбувалися репресії, примусова колективізація, розкуркулення. У 1932—1933 роках селяни зазнали сталінського геноциду, а згодом й Голодомор 1946—1947 років.
З 24 серпня 1991 року село у складі незалежної України.
День села відзначається 23 вересня.
До 19 травня 2016 року село мало назву Кіровське, яке перейменоване, відповідно з постановою Верховної Ради України, у Малу Купріянівку.
12 червня 2020 року, відповідно до розпорядження Кабінету Міністрів України № 713-р «Про визначення адміністративних центрів та затвердження територій територіальних громад Запорізької області», село увійшло до складу  Матвіївської сільської громади.
19 липня 2020 року, в результаті адміністративно-територіальної реформи та ліквідації Вільнянського району , село увійшло до складу новоутвореного Запорізького району.